# Marshall (priimek)
Marshall je priimek več oseb:
- George Catlett Marshall, ameriški general

- Marshallov načrt

- John Stuart Marshall, britanski general
- James Handyside Marshall-Cornwall, britanski general
- Barry Marshall, ameriški zdravnik
- George Catlett Marshall, ameriški general
- Norman Marshall, ameriški general
- Thomas R. Marshall, predsednik ZDA